# 金骨朵网络影视盛典
金骨朵网络影视盛典（英語：Golden Bud Network Film and Television Festival），是由骨朵传媒和新浪微博联合主办的中国影视评选活动。该活动创办于2016年，评奖对象为新兴的网络影视作品类型，包括了网络剧、网络综艺、网络电影、国漫等。自创办起，每年举办一届。

## 历届概况
| 届数 | 举行时间       | 举行地点             | 主题        | 备注                                                      |
| 1    | 2016年8月18日  | 北京中国电影导演中心 | 星花怒放    | 评选对象为15至16年播出的500多部网络剧、1600多部网络大电影 |
| 2    | 2017年8月18日  | 北京演艺中心         | 花Young年华 | [ 4 ] [ 5 ]                                               |
| 3    | 2019年1月12日  | 北京昆泰嘉瑞文化中心 | 花影盛放    | [ 6 ]                                                     |
| 4    | 2019年12月22日 | 北京竞园艺术中心     | 火数映花    | [ 7 ] [ 8 ]                                               |
| 5    | 2021年1月20日  | 线上                 | 鎏岸花明    | 原定于2020年12月26号，后取消现场活动                      |
| 6    | 2022年6月28日  | 线上                 | 逢花正貌    | [ 10 ]                                                    |

## 奖项设置
列出了2021年第五届设置的奖项。
- 网络剧类：年度票房网络剧，年度品质短剧集，年度十大精品剧集，年度受欢迎网络剧，年度影响力网络剧，年度最受期待剧集
- 网络电影类：年度人气网络电影，年度品质网络电影，网络电影年度营销榜样
- 网络综艺类：年度精品网络综艺，年度人气网络综艺，年度品质网络综艺，年度影响力网络综艺
- 国漫类：年度国漫番剧
- 行业类：年度行业贡献公司，年度影响力公司，年度最受期待公司
- 演员类：年度新生力量，年度新锐男/女演员，年度飞跃男/女演员，年度人气男/女演员，年度实力男/女演员，年度最佳男/女演员, 年度最受歡迎男/女演員
- 制作人类：年度综艺制作人，年度票房网络剧导演，年度网络剧编剧，年度突破导演，年度实力导演，年度网络剧制作人
- 其他：年度IP孵化，2020年度国剧

## 演员类主要奖项得主
- 第一届(2016)：

年度网络剧最佳男、女主角：韩东君、张天爱； 年度网络剧最佳男、女配角：王泷正、陈瑶。
- 第二届(2017)：

年度网络剧最佳男、女主角：吴秀波、谭松韵。
- 第三届(2019)：

年度品质男、女演员：罗晋、戚薇；年度网络实力演员：陈瑶、高瀚宇、季肖冰、种丹妮。
- 第四届(2019)：

年度实力男、女演员：张若昀、王子文；年度口碑男、女演员：李光洁、王鸥。
- 第五届(2021)：

年度最佳男、女演员：潘粤明、谭松韵；年度实力男、女演员：涂松岩、倪虹洁。
- 第六届(2022)：

年度品质男、女演员：白宇、宋佳；年度最受歡迎男、女演員: 龚俊、白鹿；年度实力男、女演员：劉奕君、劉琳。